# Sèrie A GTW de FGC
La sèrie A GTW d'automotors articulats amb cremallera està formada per set vehicles posats en servei l'any 2003. Inicialment van ser destinats al Cremallera de Montserrat (números AM1-AM5) i al Cremallera de Núria (números A10-A11) de Ferrocarrils de la Generalitat de Catalunya, tot i que l'any 2020 es va començar a concentrar-los a la línia de Montserrat.

## Història

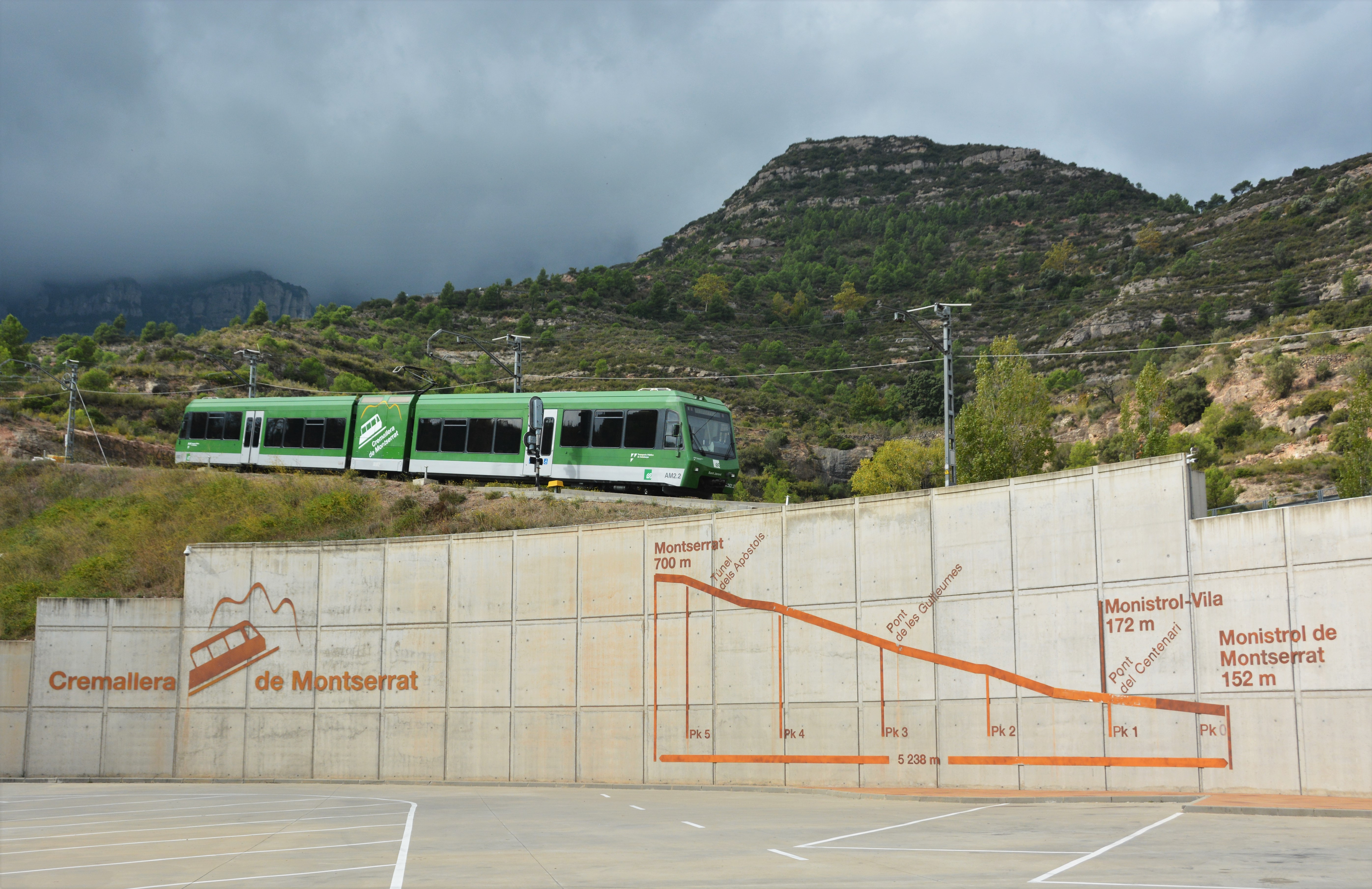
L'automotor AM2 surt de Monistrol-Vila cap a Montserrat.

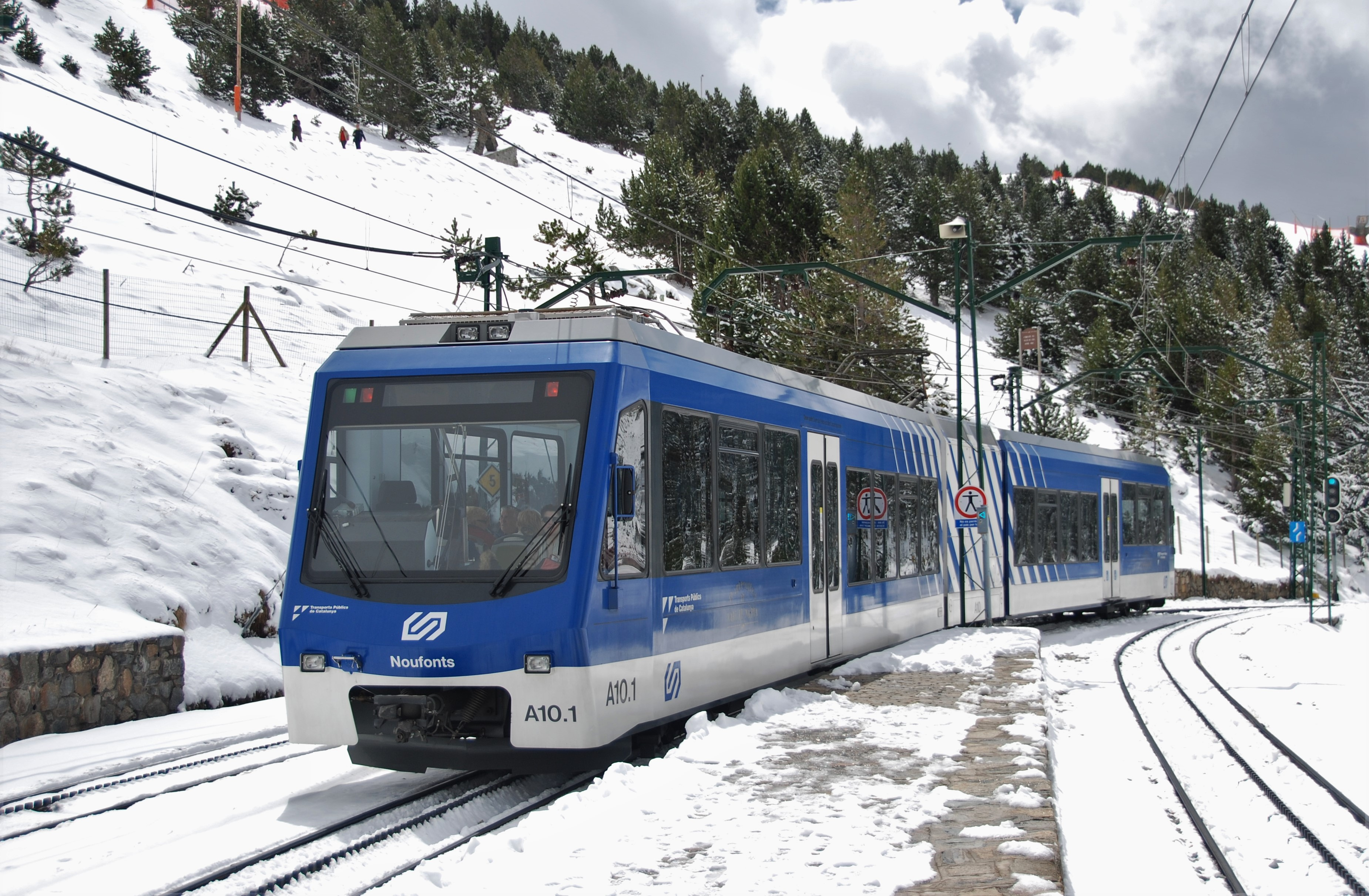
L'automotor A10 surt de Núria cap a Ribes de Freser.

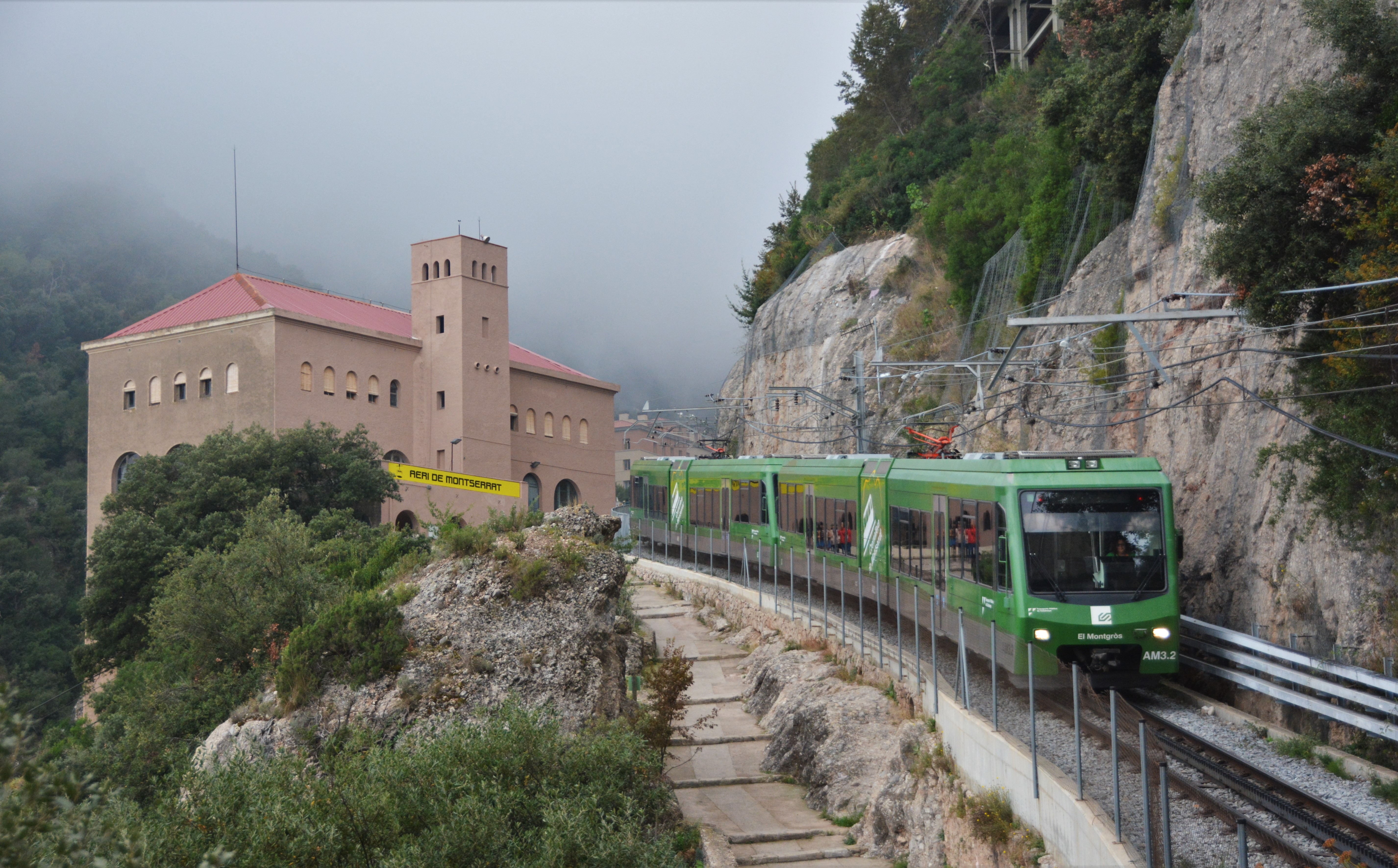
Els automotors AM3 i AM5 inicien el viatge de descens de Montserrat cap a Monistrol.

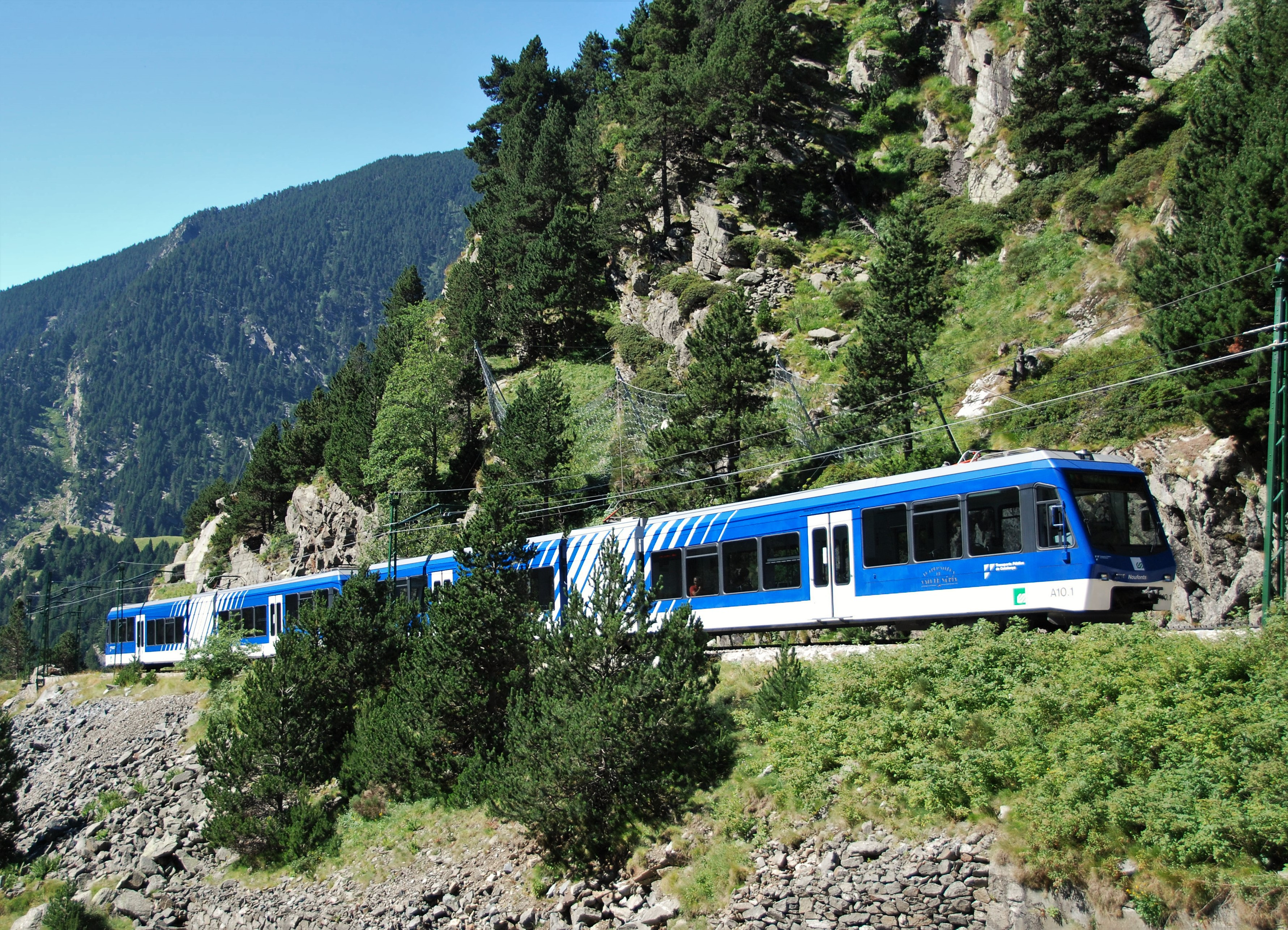
Entre Queralbs i Núria, els automotors A10 i A11 pujant cap a Núria.

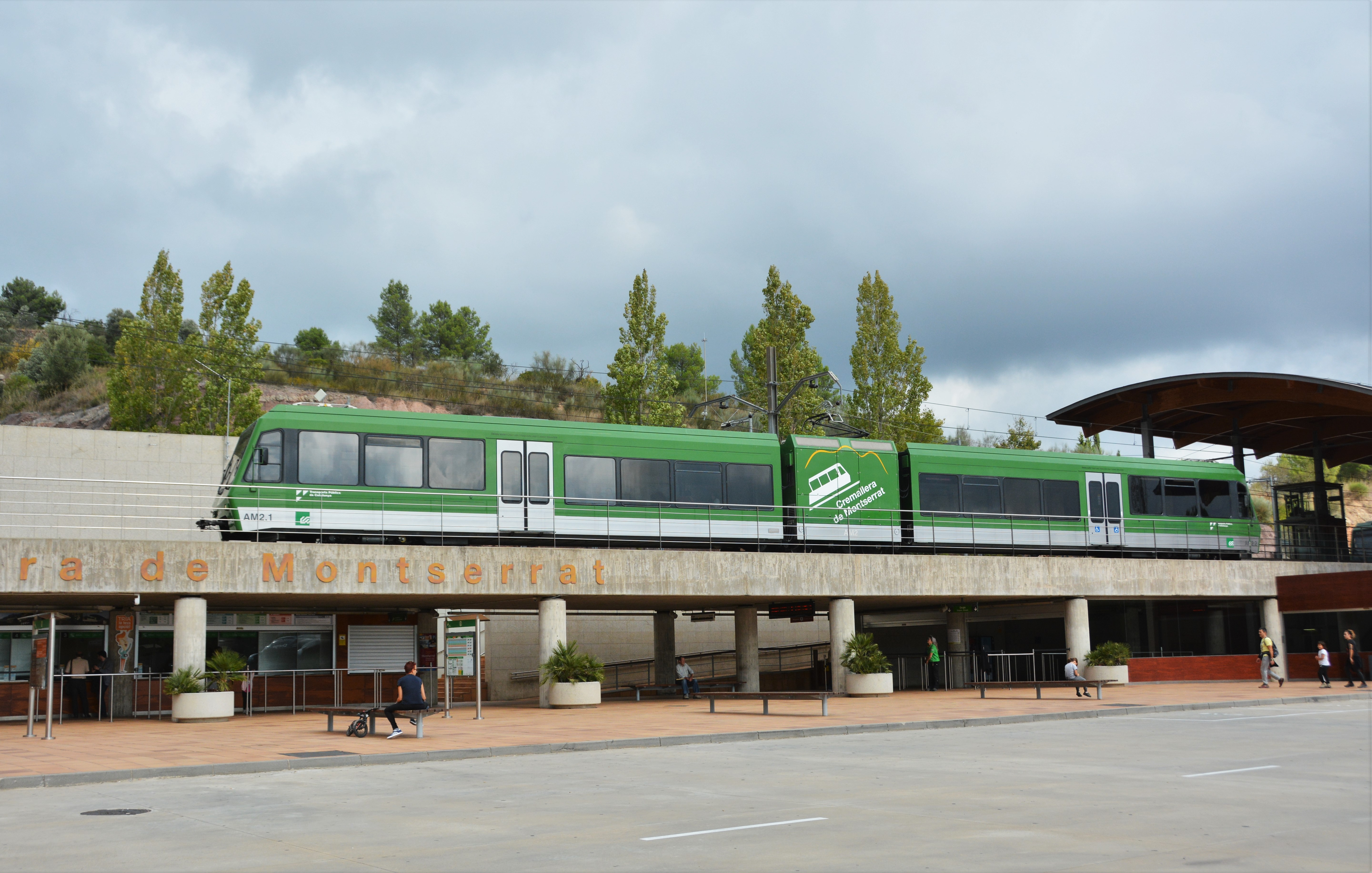
L'AM2 a Monistrol-Vila.

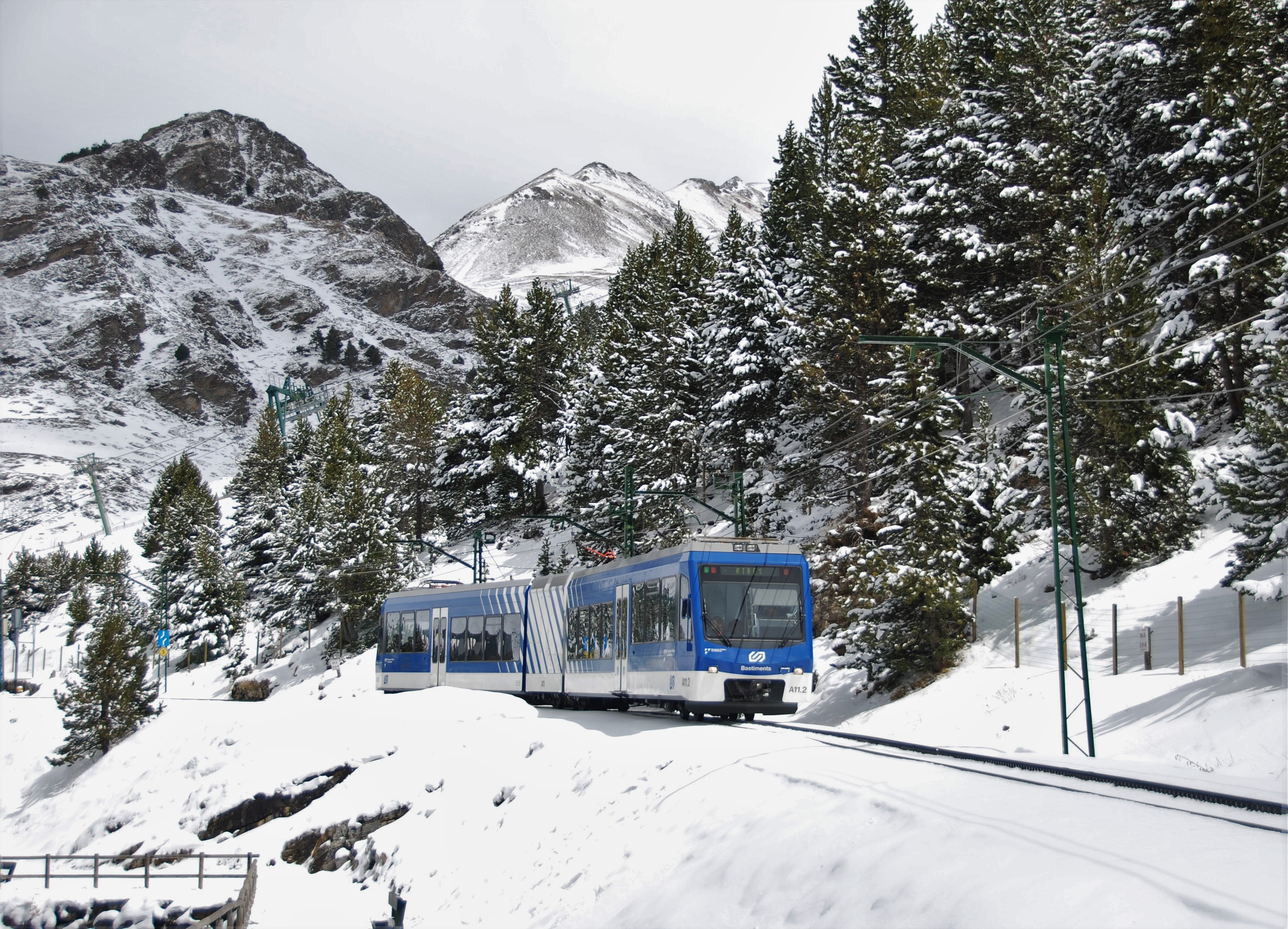
En el paisatge d'una nevada tardana, l'abril de 2008, l'A11 surt de Núria cap a Ribes de Freser.

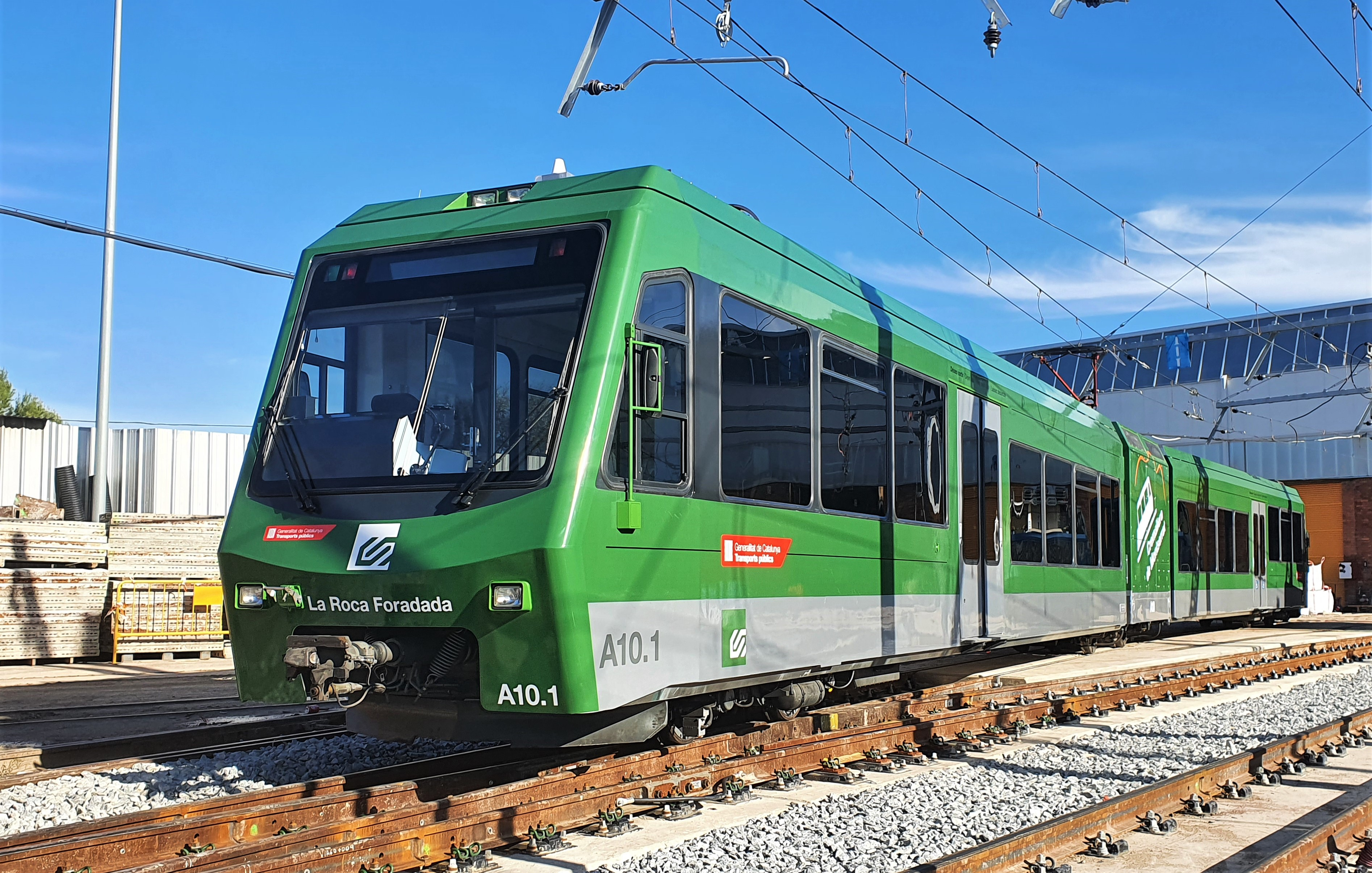
L'automotor A10, ja transferit definitivament al Cremallera de Montserrat.

Quaranta-dos anys després d'haver-se tancat la primera línia ferroviària que accedia a la muntanya de Montserrat, i després de diversos estudis realitzats des de l'any 1983, finalment va ser el 1999 quan la Generalitat de Catalunya va decidir reobrir l'antiga línia del Cremallera de Montserrat, aprofitant part del traçat original, amb una ampliació per enllaçar amb la seva línia Llobregat-Anoia a l'estació de Monistrol de Montserrat. Les obres van ser adjudicades a principis de l'any 2001, i la línia es va inaugurar l'11 de juny de 2003. La propietat i l'explotació de la línia es va encomanar a l'empresa pública Ferrocarrils de la Generalitat de Catalunya (FGC).
El nou Cremallera de Montserrat seria una línia electrificada, amb operació separada de la resta de la xarxa de FGC, i per la seva operació es va estimar la necessitat d'adquirir cinc nous automotors elèctrics articulats.
Aprofitant aquesta adquisició, també se'n van comprar dos automotors iguals pel Cremallera de Núria, per tal de millorar el servei i substituir els antics cotxes de viatgers, originals de la inauguració de la línia. La seva compra va ser autoritzada pel Govern de Catalunya el maig de 2001.
El 12 de setembre de 2000 es va signar el contracte entre FGC i Stadler Rail AG, pel qual aquest fabricaria cinc automotors articulats pel Cremallera de Montserrat. Posteriorment, el 18 de juliol de 2001 es va signar el contracte per la fabricació dels dos automotors articulats pel Cremallera de Núria. Les set unitats de tren van ser adquirides per un import total de 4.300 milions de Pessetes (25,84 milions d'Euros). El preu de cada UT era de 550 milions de Pessetes (3,31 milions d'Euros), corresponent la resta de l'import a recanvis i altres conceptes.
La fabricació es va repartir entre dues fàbriques de Stadler: els mòduls centrals, els bogis i les caixes dels remolcs es van construir a la de Bussnang, mentre que el muntatge final dels remolcs es va fer a la d'Altenrhein. Els equips elèctrics els va subministrar Bombardier. Les dades dels automotors i dates d'arribada a Catalunya va ser aquestes:
| Línia                                                                              | Número | Nom                                      | Número de fàbrica | Data i lloc d'arribada                                               |
| ---------------------------------------------------------------------------------- | ------ | ---------------------------------------- | ----------------- | -------------------------------------------------------------------- |
| Cremallera de Montserrat                                                           | AM1    | El Cavall Bernat                         | 683               | 04-10-2002 Martorell-Enllaç                                          |
| Cremallera de Montserrat                                                           | AM2    | Sant Jeroni                              | 684               | 07-11-2002 Ribes-Vila. Traslladat a Martorell-Enllaç l'11-02-2003    |
| Cremallera de Montserrat                                                           | AM3    | El Montgròs                              | 685               | 04 i 05-12-2002 Martorell-Enllaç                                     |
| Cremallera de Montserrat                                                           | AM4    | Els Flautats                             | 686               | 19-12-2002 Martorell-Enllaç                                          |
| Cremallera de Montserrat                                                           | AM5    | Les Agulles                              | 687               | 02-2003 Martorell-Enllaç                                             |
| Cremallera de Núria (assignat al Cremallera de Montserrat des del febrer de 2020). | A10    | La Roca Foradada (anteriorment Noufonts) | 825               | 10-04-2003 Ribes-Vila. Traslladat a Martorell-Enllaç el 27-02-2020   |
| Cremallera de Núria (assignat al Cremallera de Montserrat des del maig de 2022).   | A11    | La Cadireta (anteriorment Bastiments)    | 826               | 08-05-2003 Ribes-Vila. Traslladat a Martorell-Enllaç el maig de 2022 |

### Els AM1-AM5 de Montserrat
El primer automotor arribat a l'estació de Martorell-Enllaç va ser presentat oficialment el 7 d'octubre de 2002, fent els primers moviments dins del taller el dia 22 del mateix mes. El segon automotor es va entregar provisionalment a l'estació de Ribes-Vila del Cremallera de Núria, per tal de poder realitzar les proves de la sèrie en trams de cremallera, atès que la línia de Montserrat encara no estava acabada.
El novembre de 2002 es van iniciar les proves dels automotors, primer a les vies del taller de Martorell-Enllaç, i després a les vies de la línia Llobregat-Anoia, entre aquesta estació i la de Sant Vicenç-Castellgalí. L'11 de febrer de 2003 l'AM2 va arribar al taller de Martorell-Enllaç, després de fer les proves en trams de cremallera a Núria, començant llavors les proves d'acoblament en comandament múltiple. Aquells dies també es va començar la formació dels nous maquinistes, contractats per donar servei a la nova línia. L'abril següent, els nous trens van poder accedir a la seva nova línia, podent així realitzar les proves finals i completar la formació del nou personal.
Van començar a prestar servei comercial el 12 de juny de 2003, l'endemà a la inauguració oficial de la línia.

### Els A10 i A11 de Núria
Després de l'arribada dels dos nous automotors a la línia de  Núria, es van iniciar les proves i formació del personal, començant a prestar servei a l'estiu del 2003. El 14 de juliol d'aquell any va entrar en vigor un nou horari a la línia, que va suposar la retirada del servei dels cotxes de la sèrie 1-51, originals de la inauguració de la línia, i que eren remolcats pels automotors de la sèrie A5-A8. D'aquesta manera es va poder augmentar la velocitat dels trens (els cotxes antics limitaven la velocitat a 13 km/h durant el descens), amb una reducció de la freqüència de servei de 60 a 50 minuts.

### Concentració a Montserrat
Donades les dificultats d'explotació del Cremallera de Montserrat, a causa de la insuficiència de material rodant disponible per atendre la creixent demanda, a mitjans dels anys 2010 FGC va planificar la concentració dels set automotors d'aquesta sèrie a Montserrat, substituint-los al Cremallera de Núria per una combinació de vehicles nous i de segona mà. Això va comportar l'adquisició de:
- Dos remolcs intermedis, de construcció completament nova, per intercalar-los en dos automotors de la sèrie A5-A8 del Cremallera de Núria. De pis baix, havien de garantir l'accessibilitat universal que es perdria quan marxessin els A10 i A11.
- Dos cotxes de viatgers de segona mà, per completar la capacitat que es perdria quan marxessin els A10 i A11 (els dos cotxes nous anteriors, i aquests dos, substitueixen als quatre que formen aquests automotors).
- Una locomotora, de construcció completament nova, la H12, per formar una composició reversible amb els dos cotxes de segona mà. Aquesta locomotora, a més, es faria servir per remolcar trens de mercaderies i de treballs, motiu pel qual és dual (electro-dièsel).

Un cop rebut aquest material, es preveia el trasllat definitiu dels dos automotors A10 i A11 al Cremallera de Montserrat, per tal de començar a prestar servei l'estiu de l'any 2020. El primer d'ells, l'A10, va ser descarregat al taller de Martorell-Enllaç el 27 de febrer de 2020. Tot i que era prevista la recepció a Martorell-Enllaç de l'A11 a continuació, i l'execució de diversos treballs de revisió i repintat de l'automotor en el color verd de l'explotació de Montserrat, així com la seva renumeració com a AM6 i AM7, aquestes feines van quedar aturades degut a la pandèmia pel COVID-19, que va implicar l'aturada de les activitats industrials durant diverses setmanes.
L'automotor A10 va ser vinilat amb la imatge característica del Cremallera de Montserrat el mes de juny. La feina es va fer a l'estació de Montserrat, aprofitant que la línia encara estava tancada al servei a causa de la pandèmia per la COVID-19. Va entrar en servei a Montserrat el 24 de juny de 2020, el dia de la reobertura després de la pandèmia. Finalment ha mantingut la seva numeració com a A10, i no s'ha canviat per la prevista AM6. En canvi, si que s'ha substituït el nom original "Nou Fonts" pel de "La Roca Foradada".
Finalment, l'automotor A11 va ser traslladat als tallers de Martorell-Enllaç a finals del mes de maig de 2022. Durant l'estiu es va vinilar amb la imatge del Cremallera de Montserrat, i es van fer diverses reformes interiors.

### Serveis
Els cinc automotors del Cremallera de Montserrat sempre han fet els mateixos serveis, realitzant trens de viatgers entre les estacions de Monistrol Vila i Montserrat, cada 20 o 30 minuts de mitjana segons la temporada, perllongant el seu recorregut fins i des de l'estació de Monistrol de Montserrat cada hora, per enllaçar amb els trens de la línia  R5. Circulen tant en unitat simple com en unitat múltiple de com a màxim dos automotors, donat que la longitud de les andanes no permet composicions més llargues. En els períodes de més demanda circulen els cinc automotors, formant tres composicions: dues en unitat múltiple i una en unitat simple.
A més a més, quan cal fer manteniment o reparacions, els automotors es desplacen, sense viatgers, entre les estacions de Monistrol Vila i Martorell-Enllaç de la línia Llobregat-Anoia d'FGC, ja que el Cremallera de Montserrat no té taller propi de material, i s'aprofiten les instal·lacions que FGC té a Martorell.
Pel que fa als dos del Cremallera de Núria, des del primer dia han fet serveis de viatgers en aquesta línia, circulant en unitat simple o, en caps de setmana o períodes de forta demanda, acoblats entre ells en unitat múltiple. No són acoblables als automotors de la sèrie A5-A8, tant per les diferències tècniques com per tenir un enganxament diferent. Tampoc poden remolcar els diferents cotxes de viatgers de la línia. El manteniment es fa al taller de l'estació de Ribes-Vila
Durant tres estius, l'automotor A10 del Cremallera de Núria va ser traslladat temporalment al de Montserrat per tal de reforçar el servei, donat que la demanda augmenta molt durant aquests mesos, i baixa considerablement al de Núria, on la demanda és major durant la temporada d'esquí. Així, va estar al Cremallera de Montserrat del 9 d'agost al 13 de novembre de 2013, del 17 de maig al 9 de novembre de 2014 i del 24 d'abril a l'11 de novembre de 2015.
Des de la seva posada en servei l'any 2003 i fins a l'any 2018, inclòs, els cinc automotors del Cremallera de Montserrat han recorregut 2.502.604 quilòmetres en conjunt, que suposa una mitjana de 156.413 quilòmetres anuals, i una mitjana de 500.521 quilòmetres recorreguts per cada automotor. Pel que fa als del Cremallera de Núria, han recorregut un total de 1.003.229 quilòmetres, que fa una mitjana de 62.702 quilòmetres anuals i de 501.615 per cada automotor.

## Descripció tècnica

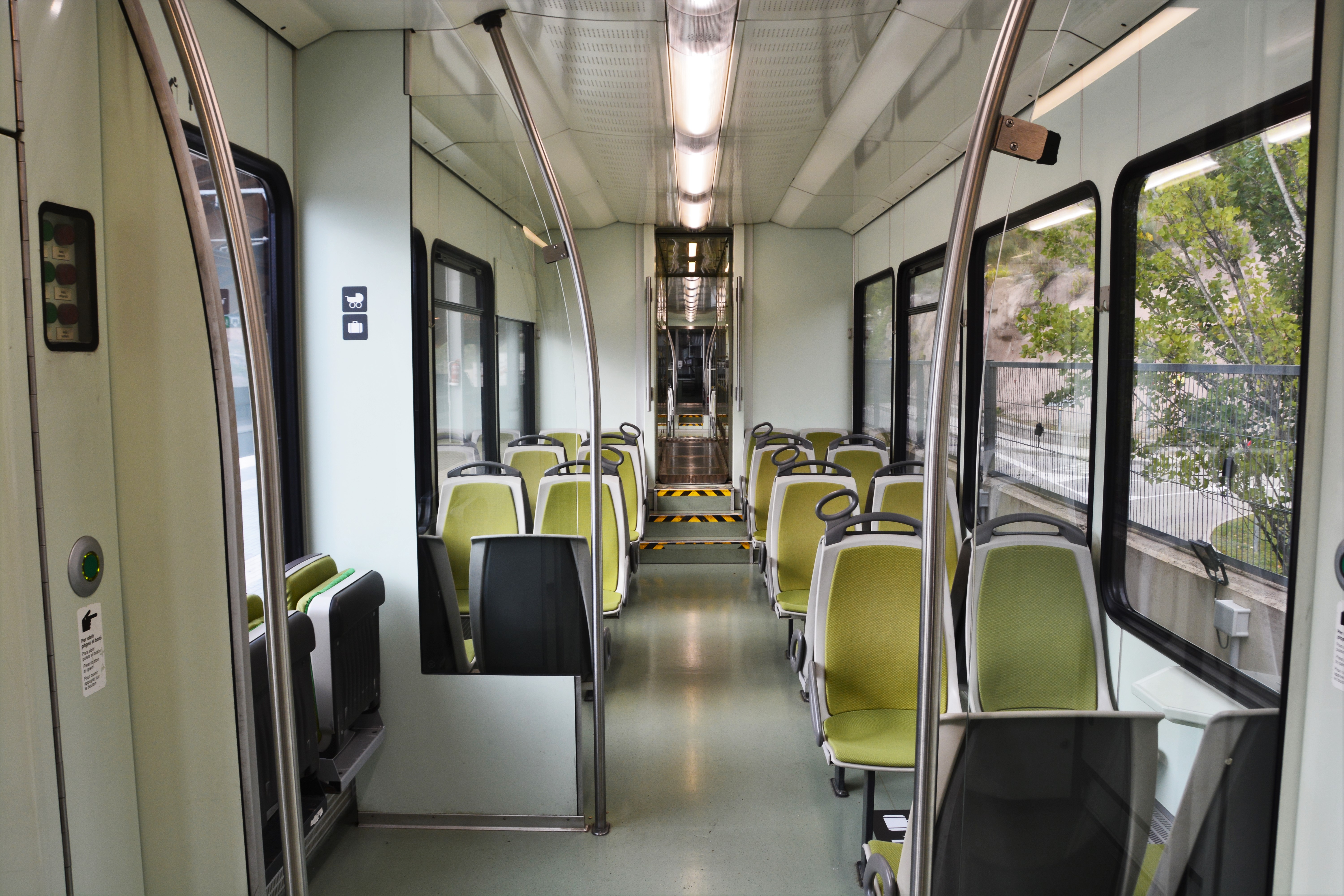
Interior de l'automotor AM1, mirant cap el cotxe motor intermedi.

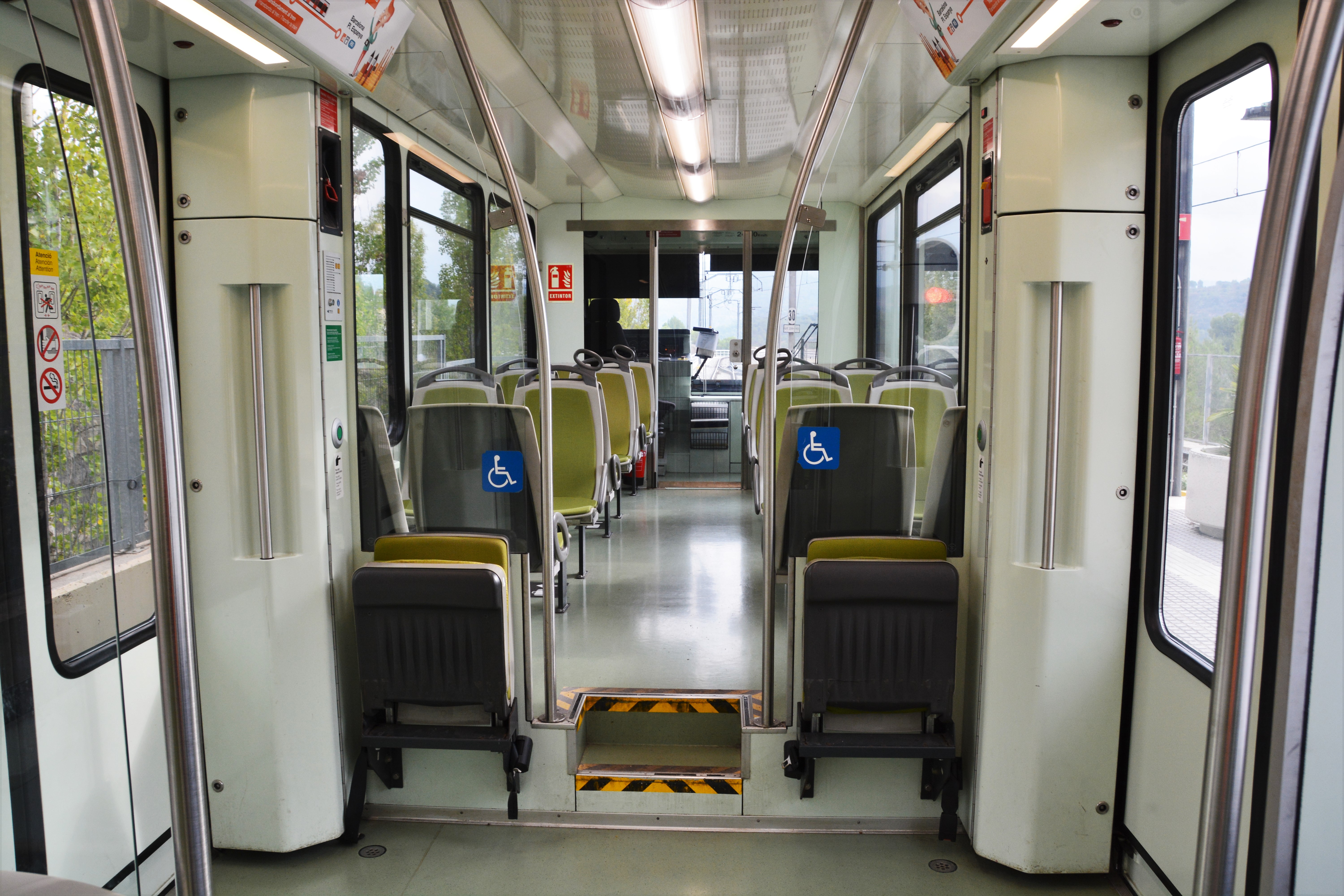
Interior de l'automotor AM1, mirant cap a la cabina de conducció.

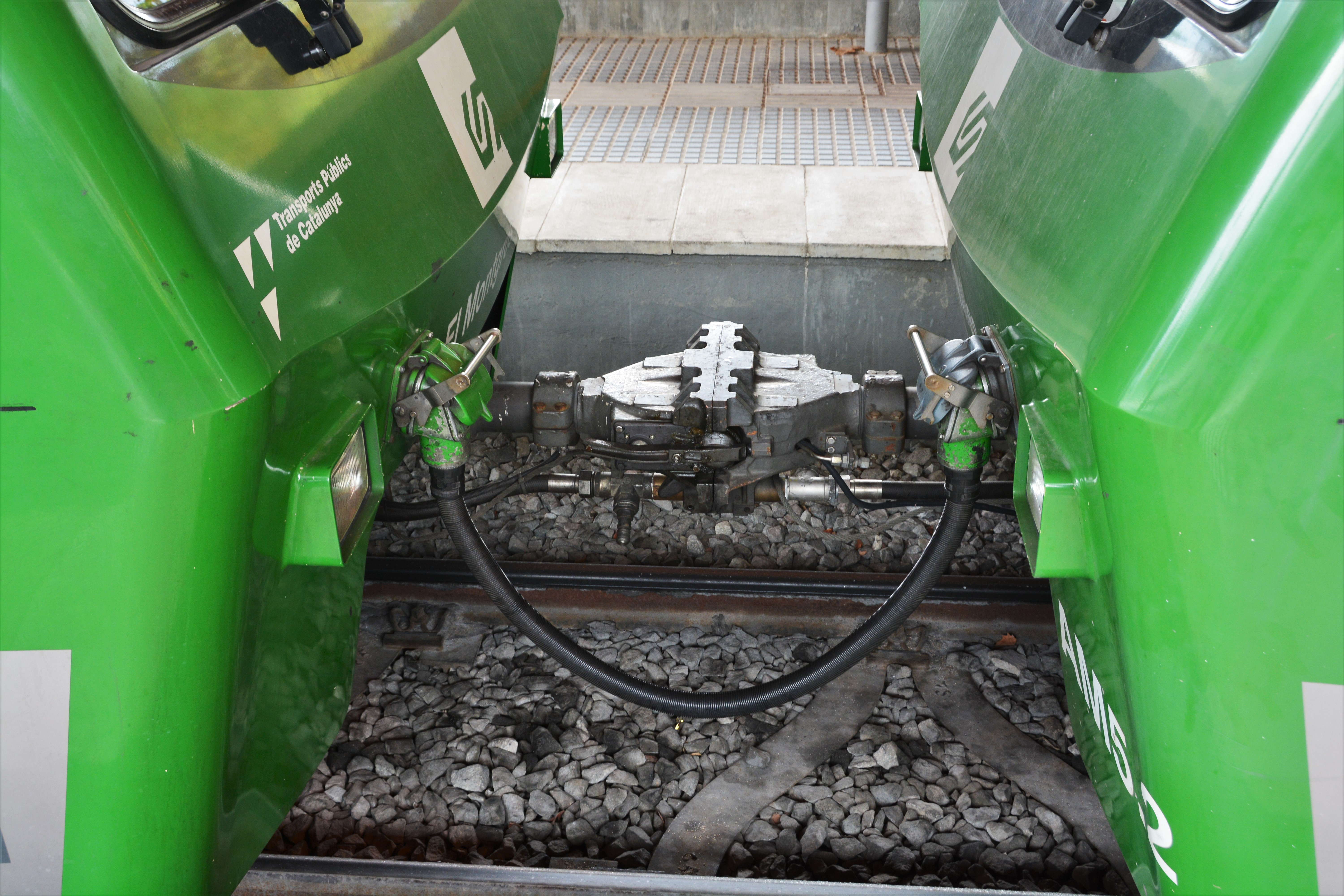
Acoblament entre els automotors AM3 i AM5. Es pot veure l'enganxall automàtic BSI, i la mànega de les connexions elèctriques.

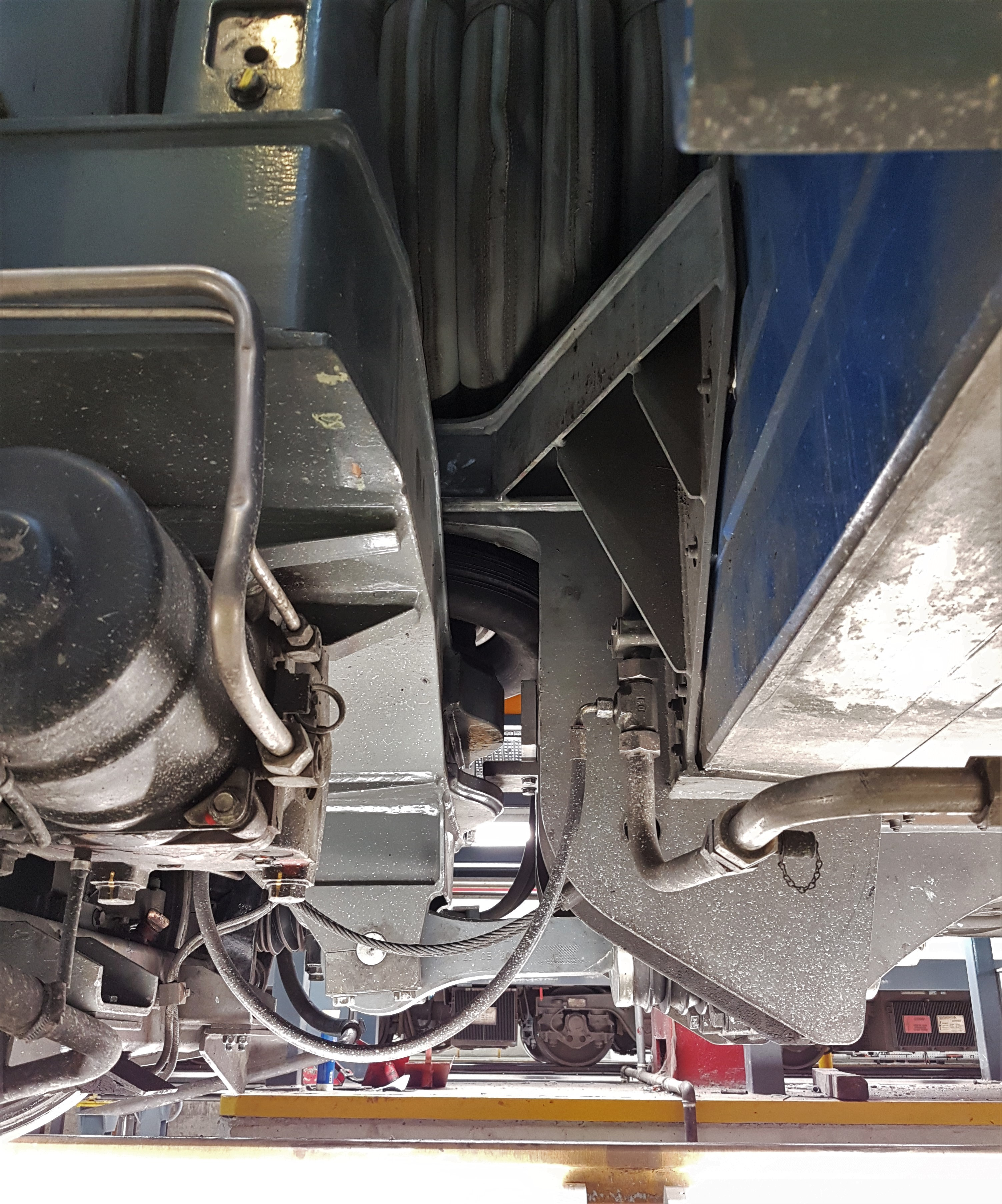
Acoblament entre un cotxe remolc i el cotxe motor de l'automotor A10. Es pot veure el suport sobre el que es recolza el cotxe remolc sobre el bogi del cotxe motor, mitjançant la suspensió secundària pneumàtica, i una de les barres estabilitzadores a la part baixa.

Aquest tren no respon al concepte tradicional d'unitat de tren (UT), amb diversos cotxes motors i remolcats recolzats cadascun d'ells sobre dos bogis, sino al d'automotor articulat. L'origen d'aquest disseny es troba als anys noranta del segle xx, quan unes quantes empreses fabricants de material rodant ferroviari europees van desenvolupar diversos models de vehicles lleugers pel transport de viatgers, amb l'objectiu d'oferir alternatives d'explotació econòmiques per línies de baixa demanda, per tal d'evitar el seu tancament.
Stadler Rail va participar d'aquest procés, dissenyant el model GTW (Gelenktriebwagen, tren automotor articulat). Està format per un vehicle central, amb un bogi de dos eixos, curt i pesat, sobre el que s'instal·len tots els equipaments de tracció. Sobre aquest vehicle es recolzen, a cada costat, dos remolcs lleugers, dotat cadascun amb un sol bogi a l'altre extrem. Aquest concepte es basava en dues idees: una, ubicar tots els elements de tracció en un sol vehicle per separar-lo dels cotxes de viatgers; i l'altre, situar aquest vehicle, una mena de petita locomotora, al centre de la composició, i no necessàriament en un extrem. Stadler Rail va construir un primer prototipus, amb tracció dièsel, que es va posar en servei l'any 1995 a Suïssa. El disseny es estàndard i modular, de manera que posteriorment es van realitzar versions de tracció elèctrica, per diferents amples de via i també amb cremallera, i amb tres remolcs (un a una banda del cotxe motor central, i dos a l'altre banda). Del GTW se n'han fabricat més de 600 unitats per tot el món.
Aquests set automotors articulats de Ferrocarrils de la Generalitat de Catalunya van ser els primers GTW de Stadler Rail equipats amb sistema de cremallera, i segons el sistema de notació suís, corresponen al tipus GTW 2/6 (dos eixos motrius dels sis que té l'automotor).
Fan servir la cremallera del sistema Abt de doble làmina.
Tot i que normalment s'utilitza el número abreujat de l'automotor per identificar-lo, cadascun dels tres vehicles porta un número propi. Així, per exemple, l'automotor AM1 està format pels cotxes AM1.1 - AM1 - AM1.2, i l'A10 pels cotxes A10.1 - A10 - A10.2. Els remolcs "1" estan situats sempre pel costat de la muntanya, i els "2" pel costat de la vall.

### Quadre de característiques
| Característica                            | unitat | Cotxe R1         | Cotxe M          | Cotxe R2         |
| ----------------------------------------- | ------ | ---------------- | ---------------- | ---------------- |
| Anys construcció                          |        | 2002-2003        | 2002-2003        | 2002-2003        |
| Quantitat                                 |        | 7                | 7                | 7                |
| Rodatge                                   |        | 2'z              | Bo'zz            | 2'z              |
| Tipus de cremallera                       |        | Abt              | Abt              | Abt              |
| Alimentació elèctrica                     | Vcc    | 1.500            | 1.500            | 1.500            |
| Potència en règim continu                 | kW     | 800              | 800              | 800              |
| Esforç de tracció en adherència           | kN     | 99               | 99               | 99               |
| Esforç de tracció en cremallera           | kN     | 110              | 110              | 110              |
| Velocitat màxima en adherència            | km/h   | 45               | 45               | 45               |
| Velocitat màxima en cremallera ascendent  | km/h   | 30               | 30               | 30               |
| Velocitat màxima en cremallera descendent | km/h   | 24               | 24               | 24               |
| Sistema de seguretat                      |        | Train-Stop ZST90 | Train-Stop ZST90 | Train-Stop ZST90 |
| Comandament múltiple                      |        | 3 automotors     | 3 automotors     | 3 automotors     |
| Longitud automotor                        | mm     | 35.652           | 35.652           | 35.652           |
| Longitud entre enganxalls extrems         | mm     | 36.432           | 36.432           | 36.432           |
| Longitud de les caixes                    | mm     | 15.376           | 3.700            | 15.376           |
| Amplada de les caixes                     | mm     | 2.600            | 2.600            | 2.600            |
| Amplada amb els estreps                   | mm     | 2.900            | 2.900            | 2.900            |
| Alçària amb el pantògraf plegat           | mm     | 3.600            | 3.600            | 3.600            |
| Tara automotor                            | kg     | 45.000           | 45.000           | 45.000           |
| Pes màxim automotor                       | kg     | 60.000           | 60.000           | 60.000           |
| Places assegudes                          |        | 57               | 0                | 57               |
| Places dempeus                            |        | 84               | 84               | 84               |

### Part mecànica
Aquests automotors estan formats per tres cotxes: un cotxe motor central, de curta longitud, i dos cotxes remolcs amb cabina de conducció a cada banda del cotxe motor.
- El cotxe remolc costat muntanya disposa d'un sol bogi remolcat al costat davanter, una cabina de conducció, una plataforma d'accés pels viatgers, 52 seients fixes i cinc abatibles. Pel costat posterior es recolza sobre el cotxe motor mitjançant un sistema articulat. En el cas dels A10 i A11 del Cremallera de Núria, a més, disposa d'un pantògraf al sostre, amb funcions de rascador de gel.
- El cotxe motor central disposa d'un sol bogi motriu, tots els equipaments tècnics de tracció, fre i control, i un pantògraf per la captació del corrent de la catenària.
- El cotxe remolc costat vall és idèntic al del costat muntanya. La única diferència es que, en el cas dels A10 i A11, no té pantògraf.

Els tres cotxes estan construïts amb perfils d'alumini, soldats, cargolats o encolats, formant estructures autoportants.
Els cotxes remolcs tenen la part central del pis rebaixada, a una alçada de 595 mm sobre els carrils, que permet l'accés a peu pla des de les andanes. Aquest pis s'eleva a la part davantera, per donar cabuda al bogi. Al sostre estan ubicats els equips d'aire condicionat i les resistències de fre. Interiorment disposen d'una cabina de conducció, que originalment només ocupava la meitat de l'amplada del cotxe: al seu costat hi havia dos seients, per dos viatgers privilegiats. Posteriorment el recinte de la cabina es va ampliar, incloent aquests dos seients. La sala de viatgers disposa de sis grups de vuit seients enfrontats, en disposició 2+2 amb un passadís central. Més o menys a la meitat de cada cotxe hi ha una plataforma d'accés, amb dues portes de doble full d'accionament elèctric a cada banda. Aquestes portes tenen un estrep fixe per la banda exterior, per reduir la distància entre el tren i l'andana. En aquesta zona de les portes hi ha cinc seients abatibles, i un espai per bicicletes o equipatges voluminosos. Aquests dos cotxes disposen de sistemes d'aire condicionat i de calefacció.
El cotxe motor no està previst pel transport de viatgers, tot i que disposa d'un passadís central per poder passar d'un vehicle a un altre. S'hi accedeix des dels remolcs mitjançant una escala amb tres graons, a través de passadissos d'intercomunicació estancs fabricats per Hübner. A banda i banda del passadís hi ha tots els elements tècnics de tracció i fre: onduladors de tracció, convertidors auxiliars, bateries, compressor, etcètera. Al sostre hi ha el pantògraf de captació de corrent, i sota el vehicle un bogi motriu.
Els tres cotxes van acoblats entre si permanentment mitjançant un sistema articulat format per diversos elements a les parts baixa i alta. En els seus extrems, cada automotor disposa d'un enganxall automàtic del tipus BSI-Compact, tot i que les connexions elèctriques son independents, amb cables i connectors manuals.

### Bogis

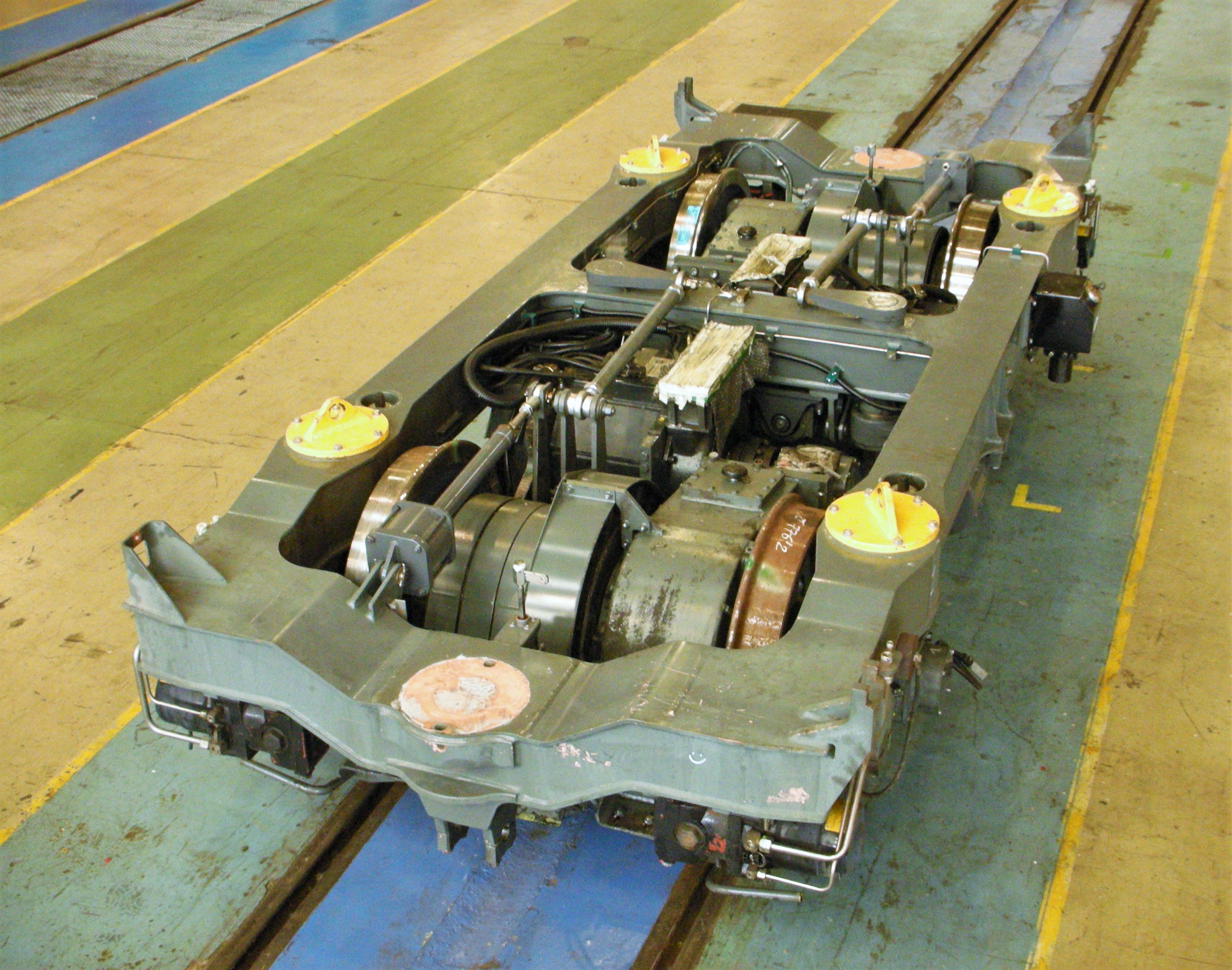
Bogi motriu. Es pot veure el suport on es recolza el cotxe remolc al travesser frontal i, al primer eix, els tambors de fre de cremallera a l'esquerra, i la transmissió a la dreta. El motor elèctric de tracció està entre l'eix i el travesser central.

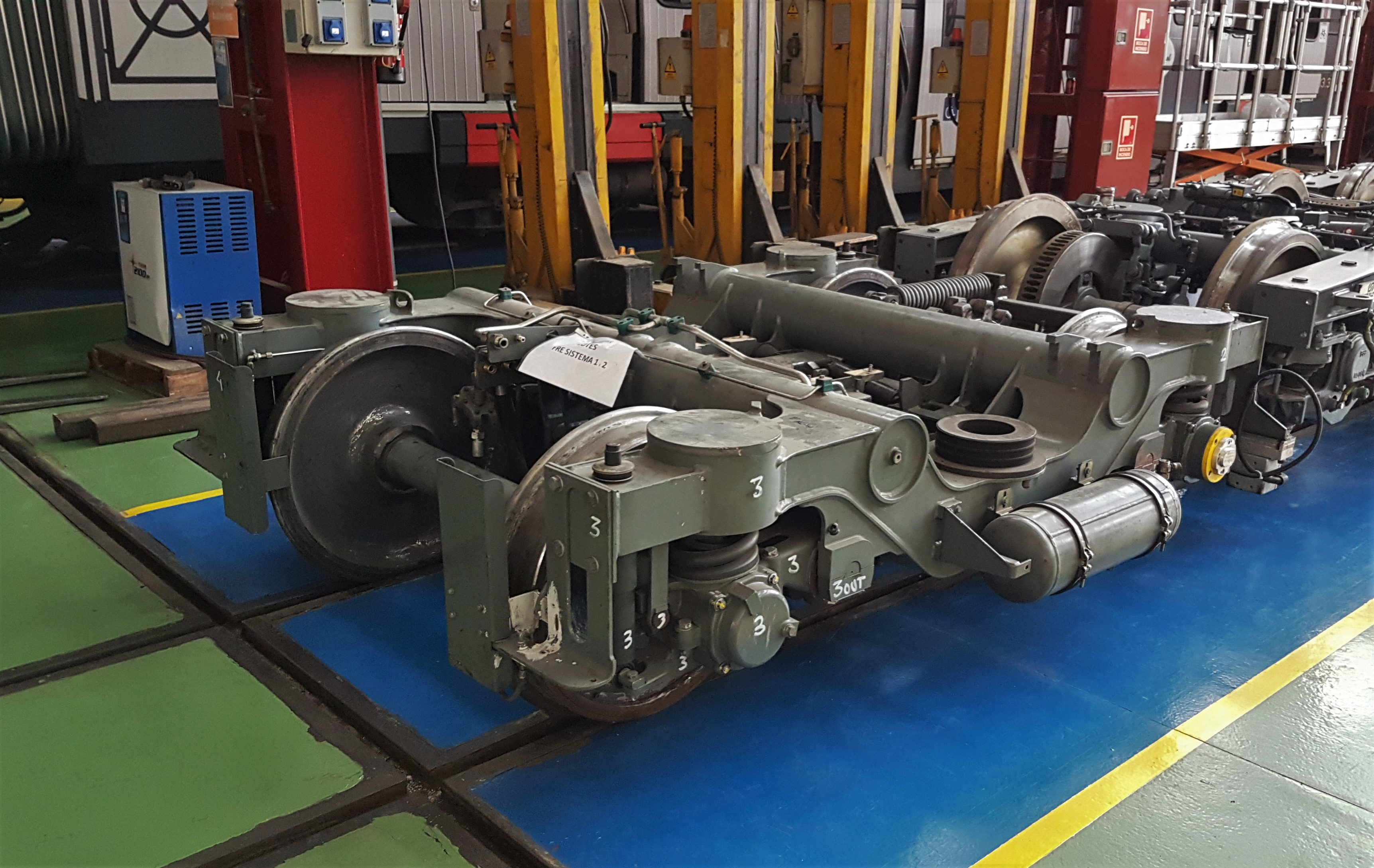
Bogi remolcat. Sobre els suports de goma que hi ha entre els dos travessers es recolza la travessa balladora, mitjançant la suspensió secundària.

El bogi motriu, situat sota el cotxe motor central, és força llarg, com és habitual en els bogis dels trens de cremallera, doncs ha de tenir l'espai suficient per allotjar més elements que els bogis de trens d'adhesió: té una longitud de 4.360 mm, 660 mm més que la caixa del cotxe. Està format per un bastidor rectangular, amb dos travessers longitudinals i tres transversals: dos als extrems i un al mig. La caixa del cotxe es recolza rígidament sobre el bogi, mitjançant quatre silentblocs, sense suspensió secundària. Si que té suspensió primària, entre el bastidor del bogi i els eixos, formada per molles helicoïdals i amortidors. Sobre els extrems del bogi que sobresurten de la caixa del cotxe van recolzades les caixes dels cotxes remolc, mitjançant una suspensió secundària pneumàtica i diversos amortidors i barres estabilitzadores.
Disposa de dos eixos motrius, equipats cadascun d'ells amb dues rodes ferroviàries a banda i banda, i dues rodes dentades al centre. Cada eix és accionat per un motor elèctric trifàsic asíncron, situat entre l'eix i la part central del bogi en posició transversal. Transmet els esforços a un reductor i a una transmissió calada a l'eix, amb un embragatge que permet desembragar la tracció a les rodes convencionals quan es circula per trams equipats amb cremallera, de manera que giren lliures.
Cada roda disposa d'una sabata de fre de fricció, accionada pel seu propi cilindre, i cada eix de tres tambors pels frens dels sistemes 1 i 2 de cremallera. A més, als dos extrems disposa de sorreres per augmentar l'adhesió, i repartits pel bogi, altres captadors.
Els dos bogis remolcats són idèntics. Estan formats per un bastidor en forma d'hac, construït amb perfils mecano-soldats d'acer. Aquest bastidor subjecta els dos eixos mitjançant caixes de greix i una suspensió primària de molles helicoïdals i amortidors. La caixa dels cotxes es recolza sobre els dos bogis mitjançant una travessa balladora (amb una corona de gir de boles), i aquesta sobre els bogis mitjançant les dues balones pneumàtiques de la suspensió secundària. Cada roda disposa d'una sabata de fre de fricció, accionada pel seu propi cilindre, i un dels dos eixos del bogi (el que està pel costat de la vall) d'una roda dentada i de quatre tambors pels frens dels sistemes 1 i 2 de cremallera.

### Part elèctrica i de control
La captació de corrent es realitza mitjançant un únic pantògraf ubicat al sostre del cotxe motor; l'alimentació elèctrica de la catenària és a 1.500 Vcc. Passant per un disjuntor, el corrent elèctric alimenta els diferents components del circuit, tots fabricats per Bombardier. El convertidor de tracció, equipat amb tiristors GTO, alimenta els dos motors de tracció amb corrent altern trifàsic de freqüència i tensió variables. És idèntic a l'utilitzat a les unitats de tren de la sèrie 213 de la línia Llobregat-Anoia d'FGC. Un altre convertidor auxiliar transforma els 1.500 Vcc de la catenària en corrent altern monofàsic a 380 Vcc utilitzada en diversos elements (compressor, ventiladors, etc.), que també es transforma en un altre corrent continu de 36 Vcc per la càrrega de les bateries. Tots aquests components es troben dins del cotxe motor.
El control de funcionament de tots els elements del tren es realitza mitjançant un sistema informàtic tipus Micas-S2 de Bombardier, amb comunicacions segons el protocol TCN (Train Communication Network, xarxa de comunicacions per trens). Un ordinador central (FLG, Fahrzeugleitgerät, unitat de control del vehicle) rep informació de l'estat dels diversos components, i de les ordres de funcionament donades pel maquinista. Garanteix l'acompliment dels diferents protocols de seguretat i, en cas positiu, dona les ordres de funcionament al tots els components del tren (tracció, fre, accionament de portes, etcètera). Un sistema connectat al Micas-S2, de l'empresa suïssa Selectron, facilita informació al maquinista de l'estat de funcionament dels diversos components, i de les possibles avaries.

### Sistemes pneumàtics i de fre

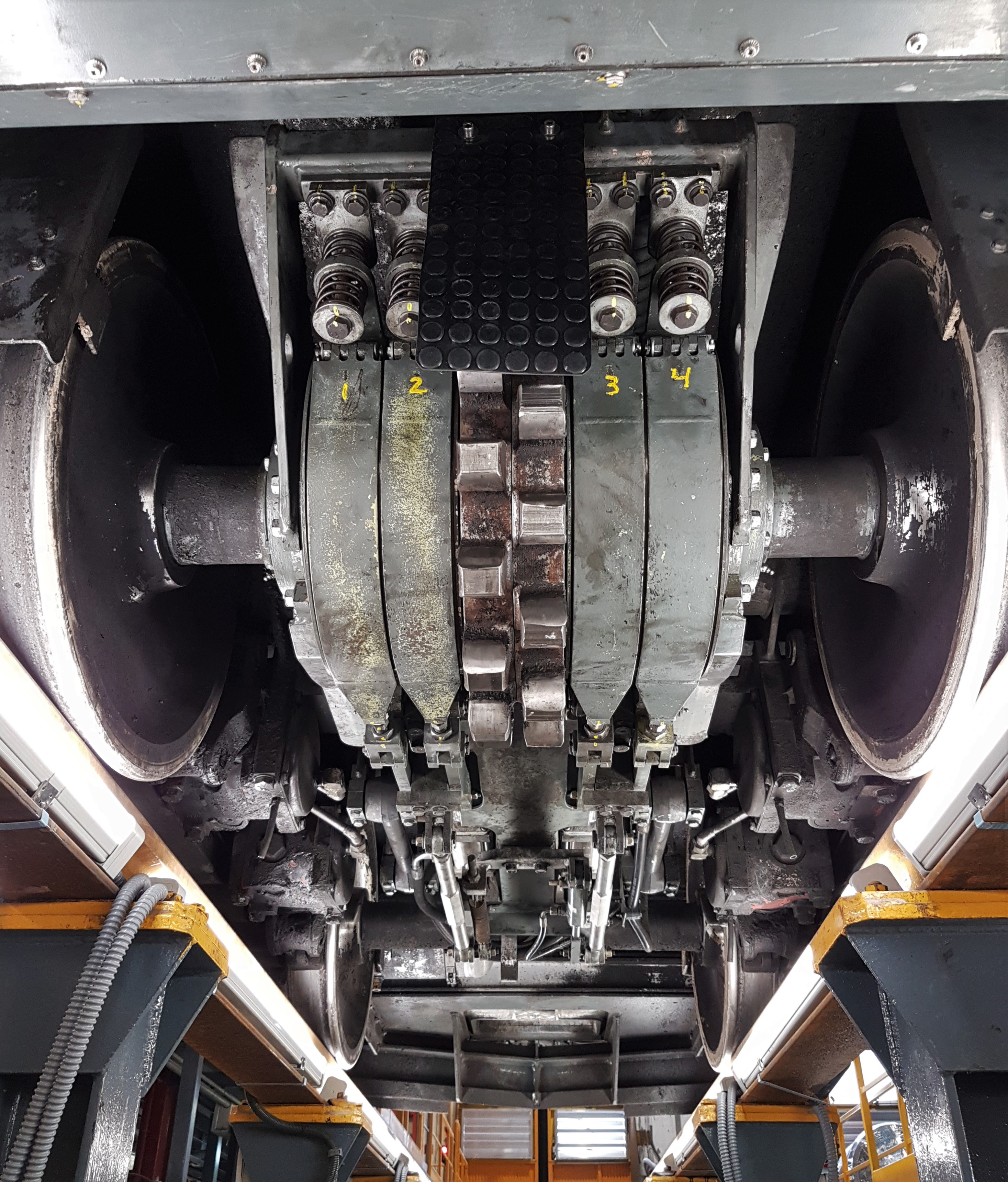
Vista inferior d'un bogi remolcat. Es pot veure l'eix del costat vall, amb les dues rodes dentades utilitzades pels frens dels sistemes 1 i 2, els tambors dels quals estan a cada banda. A sobre dels tambors, les cintes de fre.

Al cotxe motor hi ha un compressor accionat elèctricament, que produeix aire a pressió a entre 8 i 10 kg/cm². Aquest aire s'emmagatzema en uns dipòsits principals, situats al mateix indret, i després és utilitzat pel funcionament d'alguns dels frens i d'altres elements: embragatge adhesió/cremallera, sorreres, retrovisors, suspensions secundàries, xiulets, greixadors de pestanya i seient del maquinista.
En ser trens destinats a circular per línies amb grans pendents, els frens tenen una importància cabdal. Per això disposa de cinc sistemes diferents, més que un tren que només circula per trams d'adhesió:
- Fre elèctric: utilitza els dos motors de tracció com a generadors, de manera que produeixen electricitat que o bé es retorna a la catenària, o bé es converteix en calor a les resistències de fre. L'esforç mecànic que requereix aquesta producció d'electricitat s'utilitza com a esforç de fre. És el fre que cal utilitzar preferentment en qualsevol reducció o manteniment de velocitat en pendents i imperativament durant els descensos en trams de cremallera; si s'avaria en aquest cas, el tren es frena d'urgència i el deixa inútil pel descens.
- Fre de sabates: accionat pneumàticament, provoca el fregament de les sabates sobre la superfície de rodolament de les rodes. És utilitzat en trams d'adhesió per la frenada final del tren i la seva immobilització durant les aturades.
- Fre d'estacionament: fa servir els quatre cilindres de fre de sabates del cotxe motor. S'acciona mitjançant molles per absència de pressió d'aire, i serveix per garantir la immobilitat del tren quan està fora de servei.
- Fre sistema 1: és d'accionament pneumàtic, i es fa servir en trams de cremallera fent la funció del fre de sabates en trams d'adhesió. Per augmentar la força de fricció, fa servir un sistema de cintes que freguen sobre els tambors de fre calats als eixos (un a cada eix del bogi motriu, dos a un dels eixos de cada bogi remolcat).[17]
- Fre sistema 2: semblant a l'anterior, es fa servir com a fre de seguretat i d'estacionament en trams de cremallera. Fa servir el mateix sistema de cintes i tambors, tot i que són diferents dels anteriors. Té dos tambors calats a cada eix del bogi motor, i altres dos a un dels dos eixos de cada bogi remolcat. El funcionament, però, és invers: per afluixar aquest fre cal l'acció de l'aire comprimit; en absència d'aquesta pressió d'aire, els frens actuen. La seva acció pot ser manual (demanda de fre d'urgència pel maquinista) o automàtica (fuita sobtada d'aire).[17]

### Equipaments de seguretat
Aquests automotors van equipats amb els següents sistemes de seguretat, que provoquen l'accionament del fre d'urgència:
- Home mort: sistema seqüencial que atura el tren en cas de defalliment del maquinista.
- Anti-retrocés: si el tren inicia un moviment en sentit contrari al seleccionat pel maquinista.
- Sobre-velocitat: en cas que el tren vagi més ràpid que les velocitats màximes permeses, tant en trams d'adhesió com de cremallera.
- Train-Stop ZST90: protegeix el tren d'un ultrapassament intempestiu d'un senyal de blocatge en indicació de parada.
- Error de règim: si el tren circula per un tram de cremallera i té seleccionat el règim de circulació per un tram d'adhesió, i viceversa.
- Mal funcionament de l'embragatge: en cas de mal funcionament de l'embragatge de la transmissió del bogi motor.
- Avaria fre elèctric: si s'avaria el fre elèctric. Si es produeix aquesta avaria, l'automotor disposa d'un fre elèctric d'emergència, auto-excitat, que permet continuar el descens amb una velocitat constant de 10 km/h.

### Conducció

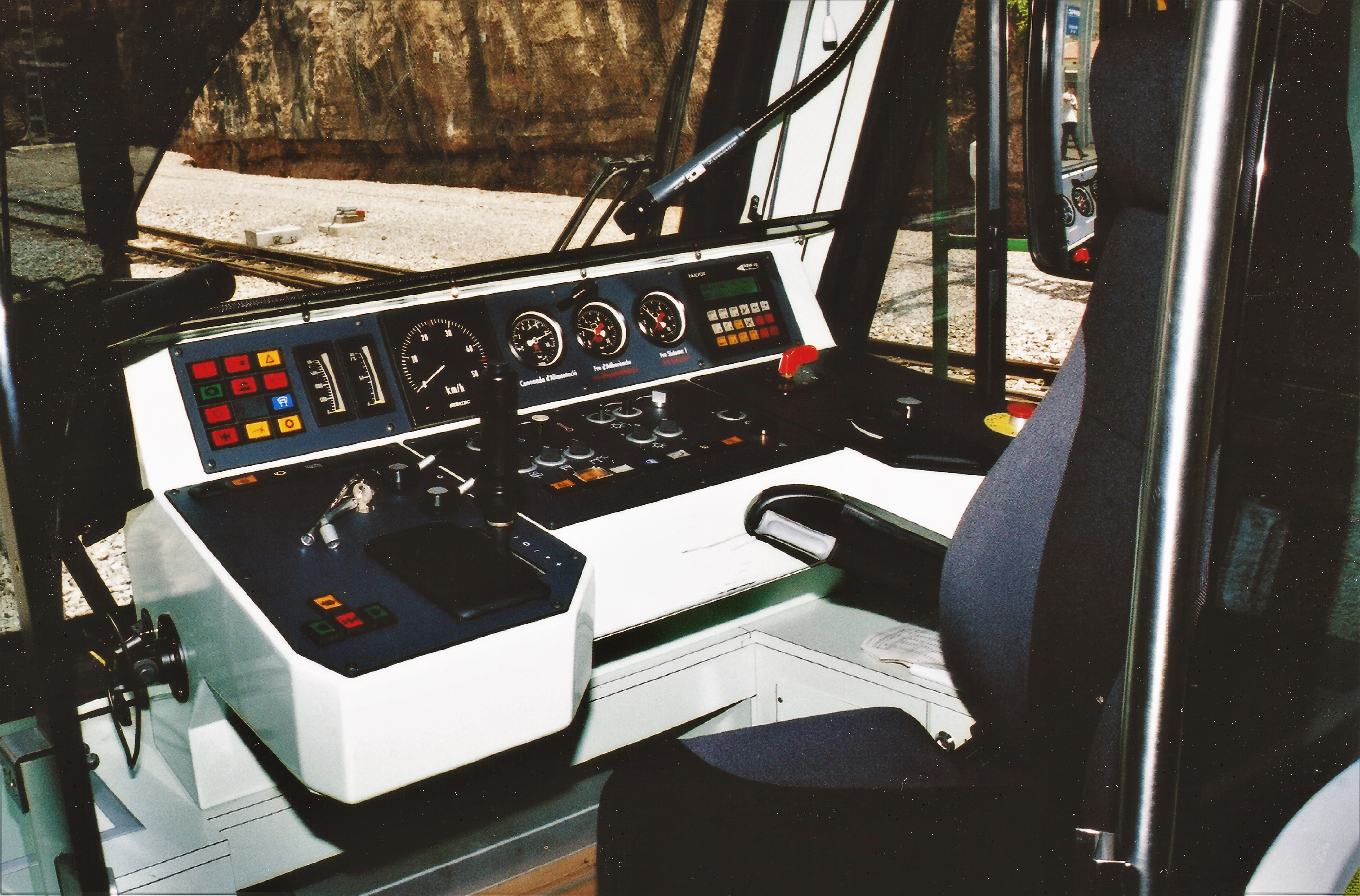
Cabina de conducció de l'automotor AM2.

La conducció es realitza des d'una de les dues cabines, mitjançant els següents elements principals:
- Clau de control: habilita o inhabilita els comandaments de la cabina de conducció.
- Inversor: selecciona el sentit de marxa de la unitat de tren.
- Comandament de tracció: és una palanca que permet augmentar o disminuir la velocitat, tant en tracció com en fre elèctric. Té diverses posicions, una de les quals permet mantenir constant la velocitat tant en tracció com en fre elèctric, independentment de la càrrega del tren o de la declivitat de la via.
- Comandament de fre pneumàtic: acciona el fre pneumàtic de sabates sobre les rodes en trams d'adhesió, o del sistema 1 en trams de cremallera. Disposa de set posicions que accionen el fre amb potència progressiva, més una posició de fre d'urgència.
- Comandament del fre de seguretat: accionat el fre pneumàtic del sistema 2 en trams de cremallera.
- Selector de règim: permet canviar entre circulació per trams d'adhesió o per trams de cremallera.

A la cabina de conducció es disposa de molts altres comandaments per l'accionament de les portes, enllumenat, xiulets, retrovisors, etcètera.
La conducció es realitza de la següent manera: un cop habilitada la cabina de conducció, cal seleccionar el règim de circulació (adhesió o cremallera) i el sentit de marxa. Un cop tancades les portes, es poden afluixar els frens pneumàtics i demanar acceleració fins a la velocitat desitjada, posant després el comandament de tracció en la posició de manteniment d'aquesta velocitat. Per frenar, primer cal accionar el fre elèctric amb el mateix comandament, i després complementar-lo amb el pneumàtic fins a l'aturada del tren. Quan s'inicia la marxa en un tram descendent de cremallera, no cal demanar acceleració, sino fre elèctric, doncs la força de la gravetat farà que el tren comenci a moure's.
Es pot passar d'un tram d'adhesió a un altre de cremallera, i viceversa, en marxa, havent d'accionar en el moment del canvi el selector de règim, per tal que el sistema de control actuï en conseqüència. Si no es fa aquest canvi de règim en el punt de transició, un sistema de seguretat ho detecta i provoca l'aturada d'urgència del tren.

### Prestacions
La potència màxima en tracció de l'automotor és de 800 kW, i l'esforç màxim de tracció és de 110 kN. L'acceleració màxima és d'1,00 m/s² en adhesió, 0,70 m/s² en trams de cremallera ascendents, i 0,60 m/s² en trams de cremallera descendents. La desacceleració de servei és de 0,70 m/s² en adhesió, i de 0,60 m/s² en cremallera. Els trens estan dissenyats per superar les rampes màximes de 150 mil·lèsimes que hi ha a ambdues línies.
Les velocitats màximes són de 45 km/h en trams d'adhesió i de 30 km/h en trams de cremallera en sentit ascendent, i de 24 km/h en trams de cremallera en sentit descendent. Aquesta diferència de velocitat en els dos sentits en trams de cremallera ve motivada pels esforços que el sistema roda dentada-cremallera és capaç de soportar sense arribar al risc de remuntada de la cremallera per part de la roda dentada, evitant així un possible accident. Aquestes velocitats venen determinades per les normes suïsses, que són d'aplicació a les dues línies d'FGC.